# Ruptari
Ruptari (Rooptahee), nekadašnje selo Mandan Indijanaca koje se 1804. nalazilo na gornjem toku rijeke Missouri u Sjevernoj Dakoti. Članovi ekspedicija Lewisa i Clarka koji su ga otkrili u ranom 19. stoljeću nazivaju ga Rooptahee i sličnim nazivima, Roop-tar-ha, Roop-tar-he, Roop-tar-hee. Ostali autori ovo selo nazivaju Ruhptare (Maximilian) i Rùptari i Nuptadi (Mathews).
Nakon što su Mandani gotovo nestali 1837. godine, njihovi su ostaci (njih svega 31) napustili sela i osnovali novo naselje kod rijeke Nož (Knife River), da bi na kraju završili na rezervatu s Hidatsama i Arikarama.
Drugo po imenu poznato mandansko selo poznato iz vremena Lewisa i Clarka je Metutahanke.